# Licky (Under the Covers)
„Licky (Under the Covers)” este un cântec al interpretei barbadiene Shontelle. Piesa a fost lansată ca primul single al celui de-al dolea album al solistei în Regatul Unit, în timp ce promovarea pentru S.U.A. a fost amânată pentru vara anului 2010. În locul său, s-a optat pentru promovarea discului single „Impossible” în S.U.A..
Videoclipul a avut premiera pe data de 14 ianuarie 2010, el fiind regizat de Ray Jay. „Licky (Under the Covers)” a fost lansat în Statele Unite ale Americii în format digital pe data de 15 decembrie 2009.